# Condado de Baranya
Baranya es el nombre de un condado administrativo (megye), en la actual Hungría, en la región de Baranya, que existió también en el antiguo Reino de Hungría. 
El Condado de Baranya se encuentra en el sur del país, en la frontera con Croacia. El río Drava forma parte de su frontera sur, y el río Danubio de su frontera oriental. Comparte fronteras los condados de Somogy, Tolna y Bács Kiskun. La capital del condado es Pécs.

## Geografía
La parte norte del condado es una zona de montaña con grandes bosques (montes Mecsek). Las áreas centrales se reparten entre las colinas de Baranya y los montes Villány. Las partes más orientales y meridionales son planas.
El punto más alto del condado es el pico Zengő en las montañas Mecsek, con 682 m s. n. m. Este es también el punto más alto de la cordillera en cuestión.
El clima es mediterráneo, con un elevado número de horas de sol. Es una de las zonas más lluviosas de Hungría, y aglutina también el 98 % de los recursos carboníferos del país.

## Ciudades

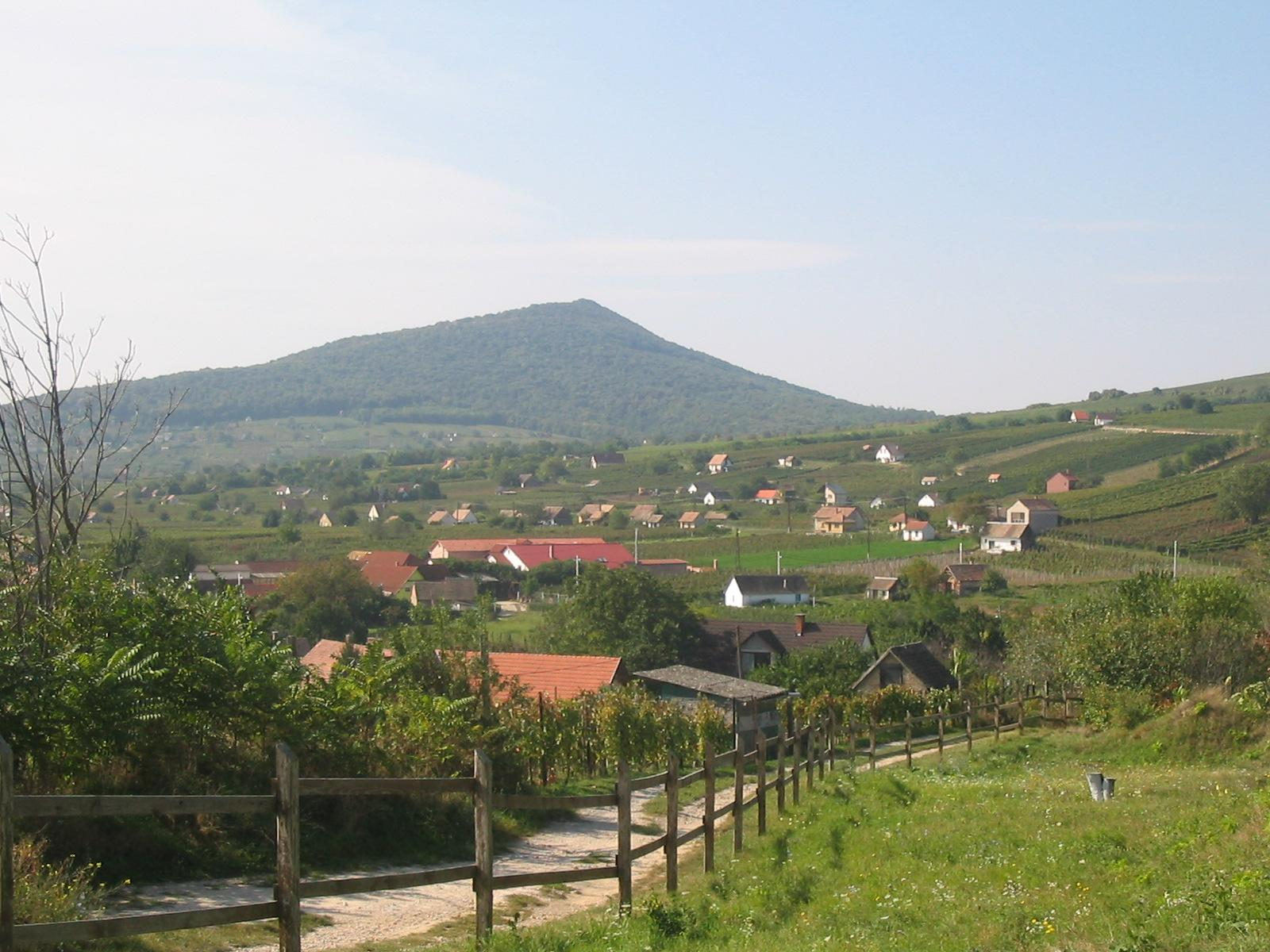
Montañas Villány, al sur del condado.

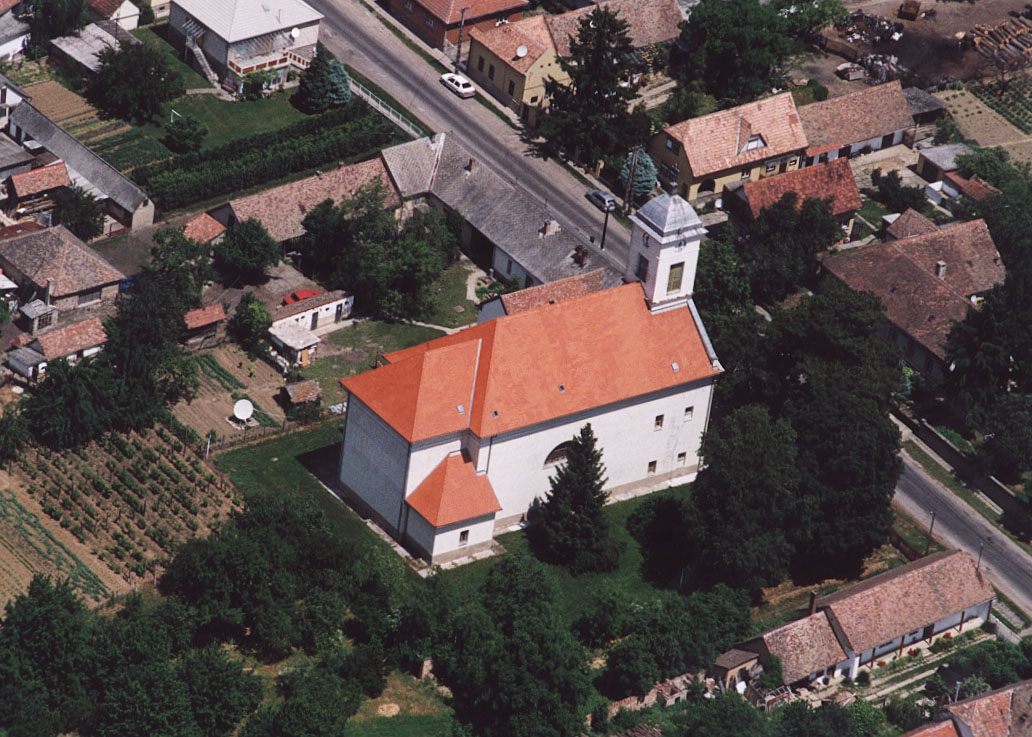
Hosszúhetény. Vista superior del templo.

Según el censo de 2001, las ciudades más pobladas, en orden de habitantes, del condado son:
- Pécs (156.974)
- Komló (27.462)
- Mohács (19.085)
- Szigetvár (11.492)
- Siklós (10.384)
- Szentlőrinc (7265)
- Pécsvárad (4104)
- Kozármisleny (4058)
- Bóly (3715)
- Sásd (3570)
- Harkány (3519)
- Sellye (3248)
- Villány (2793)
- Mágocs (2545)

## Demografía
En 2001, la población del condado de Baranya era de 407.448 habitantes, incluyendo:
- Húngaros = 375.611 (92,19%)
- Alemanes = 22.720 (5,58%)
- Romaníes = 10,623 (2.61%)
- Croatas = 7294 (1,79%)
- Otros